# 케치 (독일)

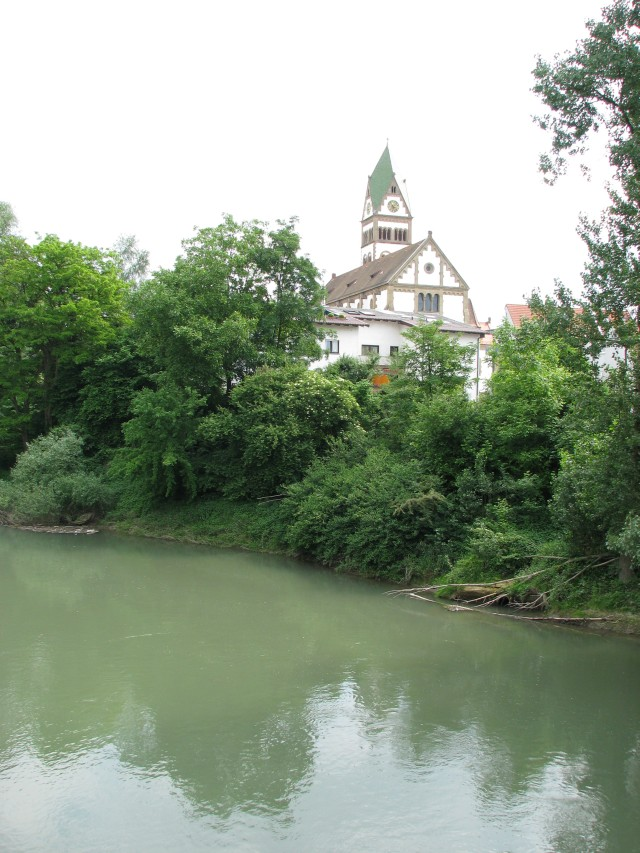
케치

케치(독일어: Ketsch)는 독일 바덴뷔르템베르크주에 위치한 도시로 면적은 16.52km2, 높이는 101m, 인구는 12,555명(2015년 12월 31일 기준), 인구 밀도는 760명/km2이다. 라인강 우안과 접한다.

시 문장